# Scopula cyanolata
Scopula cyanolata là một loài bướm đêm trong họ Geometridae.